# 다크패턴
다크패턴(dark pattern, deceptive design pattern) 또는 눈속임 설계는 사용자가 특정 행동을 하도록 유도하기 위해 교묘히 설계된 사용자 인터페이스를 말한다. 가령 고가의 보험에 들게 하거나, 소비자를 속여서 여러 번의 반복적인 청구서에 서명하도록 하는 것이 그 예이다. 사용자 경험 디자이너인 해리 브릭널(Harry Brignull)이 2010년 7월 28일에 처음 만든 신조어로, 그는 "소비자를 기만하는 사용자 인터페이스를 밝혀 부끄러움을 주는 것이 목적인 저장소"로 darkpatterns.org라는 사이트를 만들었다.
2021년, 전자 프론티어 재단과 컨슈머 리포트는 대중으로부터 다크패턴 관련 정보를 모으기 위해 제보를 받기 시작했다. 대한민국에서는 2020년대 들어 다크패턴이 문제시되기 시작하여, 규제될 전망이다.

## 같이 보기
- 안티패턴
- 그로스 해킹
- 옵트인
- 옵트아웃